# Seals & Crofts
Seals & Crofts é uma dupla de músicos norte-americanos, formada pelos texanos Jim Seals (guitarra, saxofone, violino) e Dash Crofts (bateria, bandolim e teclado), cujo trabalho caracteriza-se pela harmonia dos vocais e certa ingenuidade das letras [carece de fontes?].

## Biografia
Ambos faziam parte de The Champs, onde Dash Crofts tocava bateria. Criaram o grupo The Dawnbreakers, que terminou quando todos seus integrantes se converteram à religião Baha'i. Os dois começaram então a atuar como duo, no início dos anos 70, utilizando a música para propagar sua crença (como por exemplo, no LP "Urborn Child", que condena o aborto). Por volta de 1973, ganharam o primeiro disco de ouro e, a partir daí, todo seu trabalho é ouro ou platina, embora a crítica os considere uma dupla pop tradicional com pretensões  a fazer soul. Autores de todo seu repertório, ficaram muito famosos com a canção " Summer Breeze ", de 1972. Depois vieram "We May Never Pass This Way (Again)", "My Fair Share", "You're The Love" e "The First Years". Em 1976, começaram a utilizar Carolyn Willis nos vocais e já fizeram trilhas sonoras para filmes e desenhos animados de Hanna-Barbera.